# Geron transvaalensis
Geron transvaalensis är en tvåvingeart som beskrevs av Hesse 1938. Geron transvaalensis ingår i släktet Geron och familjen svävflugor. Inga underarter finns listade i Catalogue of Life.